# Meteorologiåret 1881

## Händelser

### Januari
- Januari – I Uppsala, Sverige uppmäts  -33,1° C vilket blir Uppsalas näst lägsta uppmätta temperatur [1].
- 16 januari – I Makree Castle, County Sligo, Irland uppmäts temperaturen −19.1 °C (−2.4 °F), vilket blir Irlands lägst uppmätta temperatur någonsin [2].

### Februari
- 4 februari – I Karasjok, Finnmark, Norge noteras norskt köldrekord för månaden med - 51,6 °C [3].

### April
- 6-27 april - USA drabbas av en stor översvämning vid Omaha, Nebraska och Council Bluffs, Iowa [4].

### Juni
- 9 juni - I Nyskoga socken faller 1 fot (ca 30 cm) snö.

### Juli
- Juli - Stockholm, Sverige upplever rekordtemperaturen + 36 °C [5].

### Okänt datum
- En tyfon härjar på västra Stilla havet [6].
- Data från 480 nederbördsstationer publiceras i Sverige [7].
- Första spåret av sur nederbörd nedtecknas i Norge [8].
- Nederbörden över Hanö, Sverige börjar uppmätas [9].
- Tidningen Månadsöversikt över väderlek och vattentillgång börjar ges ut i Sverige [10].

## Födda
- 22 november – Heinrich von Ficker, tysk meteorolog.

## Avlidna
- okänt datum – William Radcliffe Birt, brittisk meteorolog.

### Fotnoter
1. ↑  SMHI
2. ↑  ”Temperature - Climate - Met Éireann - The Irish Meteorological Service Online”. Met.ie. 2 januari 1979. Arkiverad från originalet den 7 januari 2019. https://web.archive.org/web/20190107003129/https://www.met.ie/climate/temperature.asp%20. Läst 20 augusti 2010.
3. ↑  MET
4. ↑  "Historic floods on the Missouri River Fighting the Big Muddy in Nebraska" Arkiverad 3 juni 2008 hämtat från the Wayback Machine., Nebraska Department of Natural Resources. Retrieved  31 mars 2008.
5. ↑  75 år Sverige, Carl-Adam Nycop, Bra Böcker, 1976, sidan 258 - Frukostäggen steka på taket
6. ↑  DMI
7. ↑  SMHI
8. ↑  MET
9. ↑  SMHI
10. ↑  SMHI Arkiverad 26 augusti 2010 hämtat från the Wayback Machine.